# Подгорецки замък
Подгорецкият замък (на украински: Підгорецький замок) е добре запазен ренесансов дворец, заобиколен от отбранителни съоръжения. Намира се в източната част на Лвовска област, в село Подгорци.
Замъкът има формата на квадрат. От изток, юг и запад, замъкът е защитен от линия отбранителни укрепления, заобиколени от дълбок ров и земни валове.

## История на комплекса
На мястото на днешния замък е имало по-стари укрепления, които се споменават около 1530 г. По заповед на коронния хетман Станислав Конецполски, закупил замъка през 1633 г. от рода Подгорецки, известният фортификационен архитект Гийом Левасер дьо Боплан създава укрепителен проект, а Андреа дел Аква – двуетажен дворец с триетажни павилиони отстрани и кула, в бароков и късен ренесансов стил. Строителството е извършено в периода 1635 – 1640 г. Служебните помещения оформят квадратен двор с тераса, пригодена за евентуална отбрана. От три страни дворецът е заобиколен от дълбок ров, а от северната страна, обърнат към равнината, има красива тераса с балюстради и скулптури. Влизането в замъка става през голяма арка – портал с две колони. Още през 1646 г. замъкът е посетен от крал Владислав IV, в чиято чест са организирани фойерверки. По време на боевете под командването на Богдан Хмелницки замъкът получава сериозни щети.
През 1656 г. започва възстановяването на двореца. Внукът на коронния хетман дава замъка на Ян III Собиески, заедно със селата Подгорци и Загорци, при условие че ще контролира крепостта на Броди до пълнолетието на Якуб Собиески. Възстановяването на замъка продължава до 1680 г., а през 1688 г. пострадва от нападение на татарите.
През 1720 г. замъкът, заедно с околните села, е купен от Станислав Ржевуски. През 1728 г. синът му, Вацлав Ржевуски, започва мащабна реконструкция. Между павилионите и стената са изградени допълнителни помещения, а дворецът става триетажен. Подвижният мост е премахнат, заедно с други павилиони. За честите посетители на имението се изгражда т. нар. Хетмански вход със слънчев часовник. Вацлав Ржевуски събира голяма колекция от ценни картини и старинни оръжия, пренасяйки тук най-ценните вещи от Олеския замък. Създадени са печатница и театър.
През 1779 г. Вацлав Ржевуски умира, изживявайки последните си години като монах капуцин. Има три аукциона за продажба на имоти и на последния, през 1787 г., Подгорци, заедно със селата Хватов, Гутище и Загорци, е закупен от сина на Вацлав, Северин Ржевуски, който е известен със своите алхимични експерименти и търсения на съкровища. По това време замъкът постепенно пропада. Действителният собственик е стюардът Ремишевски, който постепенно разпродава ценностите.
Интериорът на замъка Подгорецки изумява съвременниците със своята красота и разкош. Залите, които носят имената: Китайска, Златна, Рицарска, Зелена, Огледална, Мозаечна, отговарят напълно на тези имена. Отделно са съхранявани неща, принадлежали на крал Ян III Собиески. Стаите са украсени с портретите на собствениците на замъка и копия на картини на Рафаел, Рубенс, Тициан, Караваджо. Има картини на полския художник Чехович, картини на Якоб де Баан на исторически теми – „Обсадата на Смоленск“ и „Прием на шведски и бранденбургски посланици от Владислав IV“. Трапезарията е украсена с портрет на хетман Конецполски и 72 портрета на известни политически и духовни фигури, има черна мраморна маса, на която е кръстен крал Ян III.
Тази ситуация продължава при наследника на Северин Ржевуски, Вацлав, който прекарва по-голямата част от времето си в пътувания и умира през 1831 г. През 1833 г. Лев Ржевуски (1808 – 1869) пристига в замъка. Възстановява разбития покрив и врати и привежда замъка в ред. Поради факта, че е бездетен, Лев прехвърля замъка на княз Евстахий Сангушко, при условие, че ще реставрива замъка. В периода 1867 – 1903 г. се извършват възстановителни работи.
До 1939 г. в замъка работи частен музей на князете Сангушко. През 1940 г., с идването на съветската власт, замъкът-дворец е предаден на Лвовския исторически музей. По време на Втората световна война дворецът е силно разрушен. През 1945 г. е ограбен от военнослужещите от Золочевския гарнизон. През 1947 г. музеят е затворен, а през 1949 г. е открит санаториум за болни от туберкулоза. През 1956 г. в Подгорецкия замък се случва голям пожар, който унищожава по-голямата част от интериора, след което отново са извършени възстановителни работи. След това тук продължава да функционира санаториума.
В замъка са заснети епизоди на съветските филми „Д'Артанян и тримата мускетари“ и „Ловът на крал Стах“.
През 1997 г., благодарение на усилията на обществеността и работата на Б. Возницки, Подгорецкият замък е предаден на Лвовската художествена галерия. През същата година е създадена благотворителна фондация за възраждането на замъка, която е оглавена от Возницки. Във фондовете на галерията са запазени 85% от експонатите от замъка, които се планира да бъдат върнати там и поставени в реставрирания дворец. През 2010 г. замъкът чества своята 370-годишнина.
Уникален облик на архитектурния ансамбъл в Подгорци придава парка, където са разположени замъка, двора и редица други структури. В по-стари времена паркът е произвеждал много по-силно впечатление на гостите от самия замък.
Паркът принадлежи към паметниците на ландшафтното градинарско изкуство с национално значение. Построен е по примерите за така наречените „италиански“ паркове.
Той заобикаля замъка от всички страни; отличава се с цялостна художествена концепция и дълбоко обмислени връзки на релеф, архитектура, скулптура и растителност.

## Колекция
Въпреки загубите си по време на Първата световна война и Революцията, през 1939 г. колекцията на замъка се състои от 39 крилати хусарски брони и 65 хусарски пики. Цялото това оборудване е от 18 век и е принадлежало на хусарите от дружината на хетман Ржевуски. В настоящо време, в колекцията на замъка не е останало почти нищо, а всички експонати се намират в украински, полски и руски колекции..

## Църква
Римокатолическата църква е построен по заповед на Вацлав Ржевуски в периода 1752 – 1766 г. като гробница. Архитект е Ц. Роман. Църквата представлява ротонда в бароков стил с диаметър 12 м. Главната фасада е украсена с портик от 14 колони от коринтски тип, и на чиято атика са монтирани 8 скулптури на светци от Фесингер и Леблас. Една от скулптурите е унищожена по време на Втората световна война. 300-метрова липова алея води от църквата до замъка, а пред самата църква има фигури на Богородица и Св. Йосиф на колони.
Интериорът на църквата е рисуван в периода 1765 – 1766 г. от художника Лукаш Смуглевич и неговия син Антоний. След тях изрисуването продължават четирима майстори от Жовква: Демян, Войцех, Константин и Николай и двама жители на Лвов: Гургилевич и Витанецки. От 1861 г. е енорийска църква. През 1945 г. църквата е затворена, а през 1976 – 1979 г. е възстановена под ръководството на архитекта И. Старосолски.